# William Terrence McGrattan
William Terrence McGrattan (London, 19 settembre 1956) è un vescovo cattolico canadese, dal 4 gennaio 2017 vescovo di Calgary.

## Biografia
William Terrence McGrattan è nato a London il 19 settembre 1956.

### Formazione e ministero sacerdotale
Nel 1979 ha conseguito un baccellierato in ingegneria chimica presso l'Università dell'Ontario Occidentale a London. Dal 1979 al 1982 ha lavorato presso la Polysar Limited a Sarnia e dal 1982 al 1987 è stato assistente alla ricerca presso l'Università dell'Ontario Occidentale a London. Nel 1987 ha ottenuto un Master of Divinity presso il seminario "San Pietro" di London.
Il 2 maggio 1987 è stato ordinato presbitero per la diocesi di London da monsignor John Michael Sherlock. In seguito è stato vicario parrocchiale della parrocchia di San Michele a Leamington nel 1987 e vicario parrocchiale della parrocchia di San Giuseppe a Chatham dal 1987 al 1990. Nel 1990 è stato inviato a Roma per studi. Nel 1992 ha conseguito la licenza in teologia fondamentale. Tornato in patria è entrato nel corpo docenti del seminario "San Pietro" di London. È stato lettore dal 1992 al 1994, professore assistente di teologia morale fondamentale, teologia sacramentale e studi religiosi dal 1994 al 1997, professore associato delle stesse discipline dal 1997 al 2009, vice-rettore, decano di teologia e rettore dello stesso dal 1997. È stato anche direttore dell'ufficio per le vocazioni dal 1994 al 1995 e membro del consiglio presbiterale, del collegio dei consultori e della Società canadese di bioetica.

### Ministero episcopale
Il 6 novembre 2009 papa Benedetto XVI lo ha nominato vescovo ausiliare di Toronto e titolare di Forno Minore.  Ha ricevuto l'ordinazione episcopale il 15 giugno successivo nella basilica cattedrale di San Pietro a London dal vescovo di London Ronald Peter Fabbro, co-consacranti il vescovo emerito della stessa diocesi John Michael Sherlock e il vescovo di Mackenzie-Fort Smith Murray Chatlain. Come motto episcopale ha scelto l'espressione "Habe fiduciam in Domino", tratta dal versetto 3,5 del Libro dei Proverbi che recita: "Confida nel Signore con tutto il cuore/e non appoggiarti sulla tua intelligenza".
In qualità di vescovo ausiliare di Toronto, McGrattan aveva la responsabilità della regione centrale che comprende settantuno parrocchie nella parte centrale della città di Toronto. Inoltre, è stato vicario episcopale per i movimenti e le associazioni laicali e per le comunità etniche e vescovo di collegamento per i cappellani delle scuole cattoliche dell'Ontario, l'Associazione cattolica degli educatori alla vita religiosa e familiare dell'Ontario, l'Associazione sanitaria cattolica dell'Ontario e l'Alleanza cattolica canadese della Salute.
L'8 aprile 2014 papa Francesco lo ha nominato vescovo di Peterborough. Ha preso possesso della diocesi il 23 giugno successivo con una cerimonia tenutasi nella cattedrale di San Pietro in Vincoli a Peterborough.
Nel marzo del 2017 ha compiuto la visita ad limina.
Il 4 gennaio 2017 papa Francesco lo ha nominato vescovo di Calgary. Ha preso possesso della diocesi il 27 febbraio successivo con una cerimonia tenutasi nella cattedrale di Santa Maria a Calgary. Continuò a reggere la diocesi di Peterborough come amministratore apostolico fino al 19 aprile 2017, giorno dell'ingresso di monsignor Daniel Joseph Miehm.
Dal 28 settembre 2023 è presidente della Conferenza dei vescovi cattolici del Canada. Fa anche parte della commissione per l'evangelizzazione e la catechesi. In precedenza è stato vicepresidente della stessa dal 27 settembre 2021 al 28 settembre 2023, membro della commissione per la dottrina, co-tesoriere dal 27 settembre 2017.
Ha partecipato alla I sessione della XVI assemblea generale ordinaria del Sinodo dei vescovi che ha avuto luogo nella Città del Vaticano dal 4 al 29 ottobre 2023 sul tema "Per una Chiesa sinodale: comunione, partecipazione e missione".

## Genealogia episcopale
La genealogia episcopale è:
- Cardinale Scipione Rebiba
- Cardinale Giulio Antonio Santori
- Cardinale Girolamo Bernerio, O.P.
- Arcivescovo Galeazzo Sanvitale
- Cardinale Ludovico Ludovisi
- Cardinale Luigi Caetani
- Cardinale Ulderico Carpegna
- Cardinale Paluzzo Paluzzi Altieri degli Albertoni
- Papa Benedetto XIII
- Papa Benedetto XIV
- Cardinale Enrico Enriquez
- Arcivescovo Manuel Quintano Bonifaz
- Cardinale Buenaventura Córdoba Espinosa de la Cerda
- Cardinale Giuseppe Maria Doria Pamphilj
- Papa Pio VIII
- Papa Pio IX
- Cardinale Raffaele Monaco La Valletta
- Cardinale Diomede Angelo Raffaele Gennaro Falconio, O.F.M.Ref.
- Arcivescovo John Thomas McNally
- Vescovo Joseph Francis Ryan
- Vescovo Paul Francis Reding
- Vescovo John Michael Sherlock
- Vescovo Ronald Peter Fabbro, C.S.B.
- Vescovo William Terrence McGrattan